# Касталя-да-н'Уг
Касталя́-да-н'Уг (кат. Castellar de n'Hug, вимова літературною каталанською [kəstə'ʎa ðə'nuk]) - муніципалітет, розташований в Автономній області Каталонія, в Іспанії. Код муніципалітету за номенклатурою Інституту статистики Каталонії - 80522. Знаходиться у районі (кумарці) Барґаза (коди району - 14 та BD) провінції Барселона, згідно з новою адміністративною реформою перебуватиме у складі Баґарії (округи) Центральна Каталонія. 

## Назва муніципалітету
Назва муніципалітету походить від лат. castĕllāre - "територія, яка належить замку" та каталонського імені Hug (фр. відповідник - Гюґо).

## Населення
Населення міста (у 2007 р.) становить 221 особа (з них менше 14 років - 10%, від 15 до 64 - 72,4%, понад 65 років - 17,6%). У 2006 р. народжуваність склала 1 особа, смертність - 3 особи, зареєстровано 0 шлюбів. У 2001 р. активне населення становило 81 особа, з них безробітних - 8 осіб.

Серед осіб, які проживали на території міста у 2001 р., 155 народилися в Каталонії (з них 129 осіб у тому самому районі, або кумарці), 8 осіб приїхало з інших областей Іспанії, а 7 осіб приїхало з-за кордону. 

Вищу освіту має 9,9% усього населення. 

У 2001 р. нараховувалося 61 домогосподарство (з них 29,5% складалися з однієї особи, 23% з двох осіб,23% з 3 осіб, 14,8% з 4 осіб, 3,3% з 5 осіб, 3,3% з 6 осіб, 0% з 7 осіб, 1,6% з 8 осіб і 1,6% з 9 і більше осіб).

Активне населення міста у 2001 р. працювало у таких сферах діяльності : у сільському господарстві - 6,8%, у промисловості - 26%, на будівництві - 13,7% і у сфері обслуговування - 53,4%. 

 У муніципалітеті або у власному районі (кумарці) працює 160 осіб, поза районом - 22 особи.

### Безробіття
У 2007 р. нараховувалося 3 безробітних (у 2006 р. - 3 безробітних), з них чоловіки становили 66,7%, а жінки - 33,3%.

## Економіка

### Підприємства міста

#### Промислові підприємства
| \| Промислові підприємства міста, за сферою діяльності \| Промислові підприємства міста, за сферою діяльності \| Промислові підприємства міста, за сферою діяльності \| \| Рік \| 2002 р. \| 2001 р. \| \| --------------------------------------------------- \| --------------------------------------------------- \| --------------------------------------------------- \| \| Енергетичні та водні ресурси \| 25% \| 22,2% \| \| Хімія та метали \| 12,5% \| 11,1% \| \| Переробка металів \| 12,5% \| 22,2% \| \| Продукти харчування \| 25% \| 22,2% \| \| Текстиль \| 12,5% \| 11,1% \| \| Виробництво меблів, видання \| 12,5% \| 11,1% \| \| Інше \| 0% \| 0% \| \| Усього підприємств \| 8 \| 9 \| |         |         |
| Промислові підприємства міста, за сферою діяльності |         |         |
| Рік | 2002 р. | 2001 р. |
| Енергетичні та водні ресурси | 25%     | 22,2%   |
| Хімія та метали | 12,5%   | 11,1%   |
| Переробка металів | 12,5%   | 22,2%   |
| Продукти харчування | 25%     | 22,2%   |
| Текстиль | 12,5%   | 11,1%   |
| Виробництво меблів, видання | 12,5%   | 11,1%   |
| Інше | 0%      | 0%      |
| Усього підприємств | 8       | 9       |

#### Роздрібна торгівля
| \| Підприємства роздрібної торгівлі міста, за сферою діяльності \| Підприємства роздрібної торгівлі міста, за сферою діяльності \| Підприємства роздрібної торгівлі міста, за сферою діяльності \| \| Рік \| 2002 р. \| 2001 р. \| \| ------------------------------------------------------------ \| ------------------------------------------------------------ \| ------------------------------------------------------------ \| \| Продукти харчування \| 11,1% \| 11,1% \| \| Одяг та взуття \| 0% \| 0% \| \| Товари для дому \| 0% \| 0% \| \| Книги та періодичні видання \| 0% \| 0% \| \| Промислова хімічна продукція \| 11,1% \| 11,1% \| \| Продукція, пов'язана з транспортними засобами \| 0% \| 0% \| \| Інше \| 77,8% \| 77,8% \| \| Усього підприємств \| 9 \| 9 \| |         |         |
| Підприємства роздрібної торгівлі міста, за сферою діяльності |         |         |
| Рік | 2002 р. | 2001 р. |
| Продукти харчування | 11,1%   | 11,1%   |
| Одяг та взуття | 0%      | 0%      |
| Товари для дому | 0%      | 0%      |
| Книги та періодичні видання | 0%      | 0%      |
| Промислова хімічна продукція | 11,1%   | 11,1%   |
| Продукція, пов'язана з транспортними засобами | 0%      | 0%      |
| Інше | 77,8%   | 77,8%   |
| Усього підприємств | 9       | 9       |

#### Сфера послуг
| \| Підприємства міста, що працюють у сфері послуг, за діяльністю \| Підприємства міста, що працюють у сфері послуг, за діяльністю \| Підприємства міста, що працюють у сфері послуг, за діяльністю \| \| Рік \| 2002 р. \| 2001 р. \| \| ------------------------------------------------------------- \| ------------------------------------------------------------- \| ------------------------------------------------------------- \| \| Гуртова торгівля \| 0% \| 0% \| \| Готелі та готельний бізнес \| 70% \| 68,4% \| \| Транспорт та зв'язок \| 20% \| 15,8% \| \| Посередницькі фінансові послуги \| 0% \| 0% \| \| Послуги підприємствам \| 0% \| 0% \| \| Послуги фізичним особам \| 10% \| 15,8% \| \| Нерухомість та ін. \| 0% \| 0% \| \| Усього підприємств \| 20 \| 19 \| |         |         |
| Підприємства міста, що працюють у сфері послуг, за діяльністю |         |         |
| Рік | 2002 р. | 2001 р. |
| Гуртова торгівля | 0%      | 0%      |
| Готелі та готельний бізнес | 70%     | 68,4%   |
| Транспорт та зв'язок | 20%     | 15,8%   |
| Посередницькі фінансові послуги | 0%      | 0%      |
| Послуги підприємствам | 0%      | 0%      |
| Послуги фізичним особам | 10%     | 15,8%   |
| Нерухомість та ін. | 0%      | 0%      |
| Усього підприємств | 20      | 19      |

## Житловий фонд
У 2001 р. 14,8% усіх родин (домогосподарств) мали житло метражем до 59 м2, 31,1% - від 60 до 89 м2, 31,1% - від 90 до 119 м2 і
23% - понад 120 м2.

З усіх будівель у 2001 р. 5,6% було одноповерховими, 82,6% - двоповерховими, 11,3
% - триповерховими, 0,5% - чотириповерховими, 0% - п'ятиповерховими, 0% - шестиповерховими,
0% - семиповерховими, 0% - з вісьмома та більше поверхами.

## Автопарк
| \| Автомобілі, зареєстровані у місті, за призначенням \| Автомобілі, зареєстровані у місті, за призначенням \| Автомобілі, зареєстровані у місті, за призначенням \| \| Рік \| 2006 р. \| 2005 р. \| \| -------------------------------------------------- \| -------------------------------------------------- \| -------------------------------------------------- \| \| Приватні автомобілі \| 49,1% \| 50,8% \| \| Мотоцикли \| 10,3% \| 8,5% \| \| Вантажівки \| 33,1% \| 31,6% \| \| Трактори \| 0,6% \| 0,6% \| \| Автобуси та ін. \| 6,9% \| 8,5% \| \| Усього автомобілів \| 175 шт. \| 177 шт. \| |         |         |
| Автомобілі, зареєстровані у місті, за призначенням |         |         |
| Рік | 2006 р. | 2005 р. |
| Приватні автомобілі | 49,1%   | 50,8%   |
| Мотоцикли | 10,3%   | 8,5%    |
| Вантажівки | 33,1%   | 31,6%   |
| Трактори | 0,6%    | 0,6%    |
| Автобуси та ін. | 6,9%    | 8,5%    |
| Усього автомобілів | 175 шт. | 177 шт. |

## Вживання каталанської мови
У 2001 р. каталанську мову у місті розуміли 98,2% усього населення (у 1996 р. - 100%), вміли говорити нею 91,7% (у 1996 р. - 
98,2%), вміли читати 91,1% (у 1996 р. - 79,4%), вміли писати 61,3
% (у 1996 р. - 46,5%). Не розуміли каталанської мови 1,8%.

## Політичні уподобання
У виборах до Парламенту Каталонії у 2006 р. взяло участь 112 осіб (у 2003 р. - 133 особи). Голоси за політичні сили розподілилися таким чином:
| \| Вибори до Парламенту Каталонії \| Вибори до Парламенту Каталонії \| Вибори до Парламенту Каталонії \| \| Рік \| 2006 р. \| 2003 р. \| \| -------------------------------------- \| ------------------------------ \| ------------------------------ \| \| Конвергенція та Єднання (CiU) \| 70,5% \| 72,2% \| \| Соціалістична партія Каталонії (PSC) \| 7,1% \| 8,3% \| \| Народна партія (PP) \| 2,7% \| 3,8% \| \| Ініціатива за зелену Каталонію (IC) \| 1,8% \| 1,5% \| \| Республіканська лівиця Каталонії (ERC) \| 17,9% \| 13,5% \| \| Громадянська партія (C's) \| 0% \| 0% \| \| Інші \| 0% \| 0,8% \| |         |         |
| Вибори до Парламенту Каталонії |         |         |
| Рік | 2006 р. | 2003 р. |
| Конвергенція та Єднання (CiU) | 70,5%   | 72,2%   |
| Соціалістична партія Каталонії (PSC) | 7,1%    | 8,3%    |
| Народна партія (PP) | 2,7%    | 3,8%    |
| Ініціатива за зелену Каталонію (IC) | 1,8%    | 1,5%    |
| Республіканська лівиця Каталонії (ERC) | 17,9%   | 13,5%   |
| Громадянська партія (C's) | 0%      | 0%      |
| Інші | 0%      | 0,8%    |